# نفسي أحبك
نفسي أحبك هو ألبوم غنائي للمطربة أنغام مكون من 12 أغنية باللهجة المصرية.
بعد غياب لمدة عامين  للفنانة أنغام، عادت لتتواصل مع جمهورها ومحبيها من خلال 12 أغنية اجتمعت في البومها الذي حمل عنوان «نفسي أحبك» والذي صدر عن شركة روتانا للصوتيات والمرئيات، وقد تعاملت أنغام مع نخبة من الملحنين والشعراء، والموزعين.
وقد شهد الألبوم تعاونها مع الموسيقار الراحل الكبير عمار الشريعي في أغنية «عشت سنين»

## الاغنيات التي تضمنها الالبوم
- لو اعيش معاك : كلمات امير طعيمة والحان خالد عز وتوزيع حسن الشافعي
- حبيبي مالك : كلمات امير طعيمة والحان خالد عز وتوزيع طارق مدكور
- نفسى احبك : كلمات بهاء الدين محمد والحان خالد عز وتوزيع عصام الشرايطي
- ساعات كتير : كلمات أمير طعيمة والحان محمد النادى وتوزيع حسن الشافعي
- دلوقتى احسن : كلمات عصام حسنى والحان محمد الطوخى وتوزيع وليد فايد
- مهزومة : كلمات أمير طعيمة والحان خالد عز وتوزيع عصام الشرايطي
- واحدة بتحبك : كلمات نادر عبد الله والحان وليد سعد وتوزيع عصام الشرايطي
- لو نصارح بعض : كلمات بهاء الدين محمد والحان خالد عز وتوزيع حسن الشافعي
- عشت سنين : كلمات بهاء الدين محمد والحان عمار الشريعى وتوزيع وليد فايد
- ضى عينيك : كلمات وليد جلال والحان خالد عز وتوزيع طارق مدكور
- مش في بالك : كلمات أمير طعيمة والحان خالد عز وتوزيع نادر حمدى
- و الله حلوة : كلمات محمد عاطف والحان محمد يحيى وتوزيع حسن الشافعي